# Lucjan Lis
Pour les articles homonymes, voir Lis.
Lucjan Roman Lis, né le 8 août 1950 à Bytom et mort le 26 janvier 2015 en Allemagne, est un coureur cycliste polonais. Il a notamment été champion du monde du contre-la-montre par équipes en 1973. Il a également été médaillé d'argent de cette discipline aux Jeux olympiques de 1972 et a remporté le Tour de Pologne en 1973.
Il est le père de Lucas Liss, cycliste sur piste allemand.
Le 14 juillet 2014, il reçoit des mains du consul général de France à Cracovie le titre de Roi du vélo 2014-2015 décerné par l'Académie royale du vélo de Cracovie.

## Palmarès
- 1970
  - 3e du championnat de Pologne sur route
- 1971
  -  Médaillé de bronze au championnat du monde du contre-la-montre par équipes
- 1972
  - 2e étape de Vienne-Rabenstein-Gresten-Vienne
  -  Médaillé d'argent du contre-la-montre par équipes aux Jeux olympiques
  - 2e du Tour de Bulgarie
- 1973
  -  Champion du monde du contre-la-montre par équipes (avec Tadeusz Mytnik, Stanisław Szozda et Ryszard Szurkowski)
  - Tour de Pologne
    - Classement général
    - 7e étape

  - 7e de la Course de la Paix